# Apocalipsa 1
Apocalipsa 1 este primul capitol al Cărții Apocalipsa sau Apocalipsa lui Ioan din Noul Testament al Bibliei creștine. Cartea este în mod tradițional atribuită Apostolului Ioan, dar identitatea precisă a autorului este un punct de dezbatere academică. Acest capitol conține prologul cărții, urmat de viziunea și însărcinarea lui Ioan.

## Text
Textul original a fost scris în greacă comună. Acest capitol este împărțit în 20 de versete.

### Martori textuali
Unele manuscrise timpurii care conțin textul acestui capitol sunt (printre altele): 
- Papirusul 98 (secolul al II-lea; versetele existente 13–20)
- Papirusul 18 (secolul III/4; versetele existente 4–7)[6]
- Codex Sinaiticus (330-360)
- Codex Alexandrinus (400-440)
- Codex Ephraemi Rescriptus (c. 450; versetele existente 3-20)

### Versetul 4

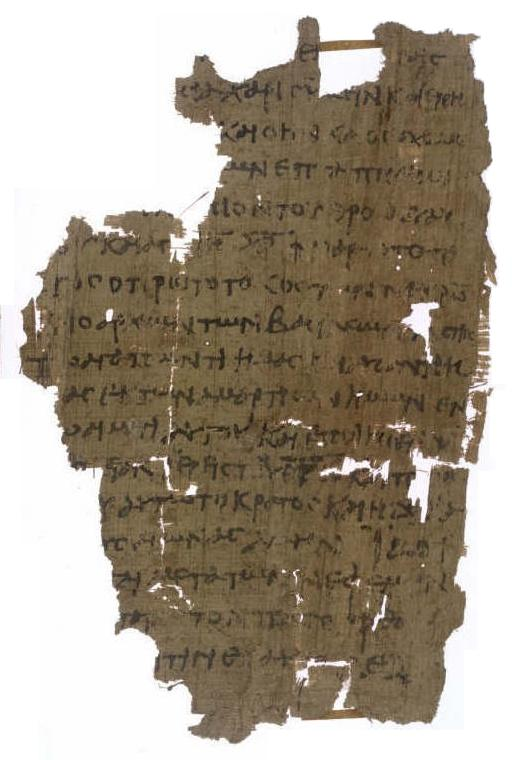
Apocalipsa 1:4–7 pe Papirusul 18 (secolele III/IV)

## Viziunea și însărcinarea lui Ioan (1:9–20)

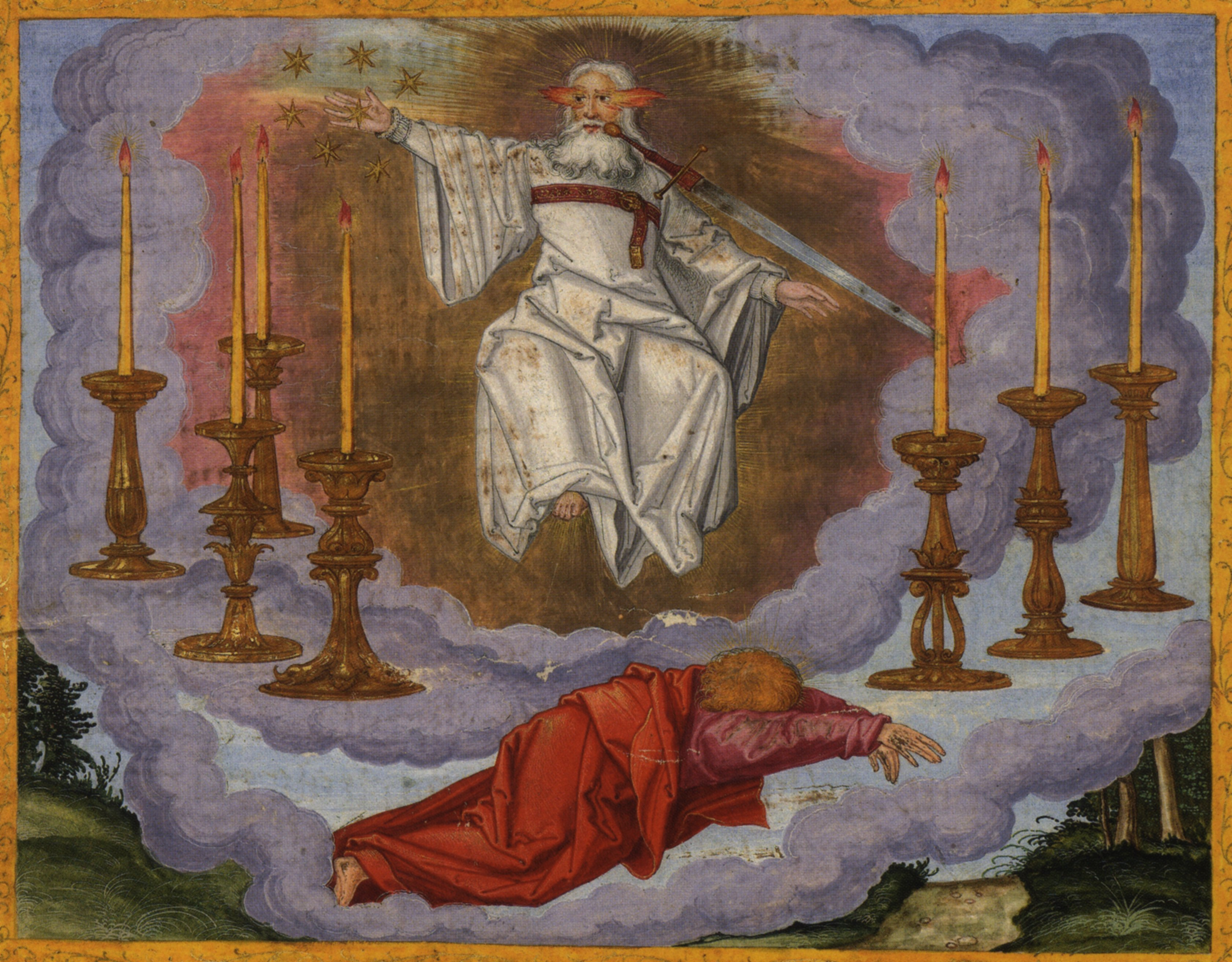
Viziunea celor șapte sfeșnice, Apocalipsa 1:12-20 în Ottheinrich-Bibel, de Matthias Gerung (1500–1570)

### Versetul 11

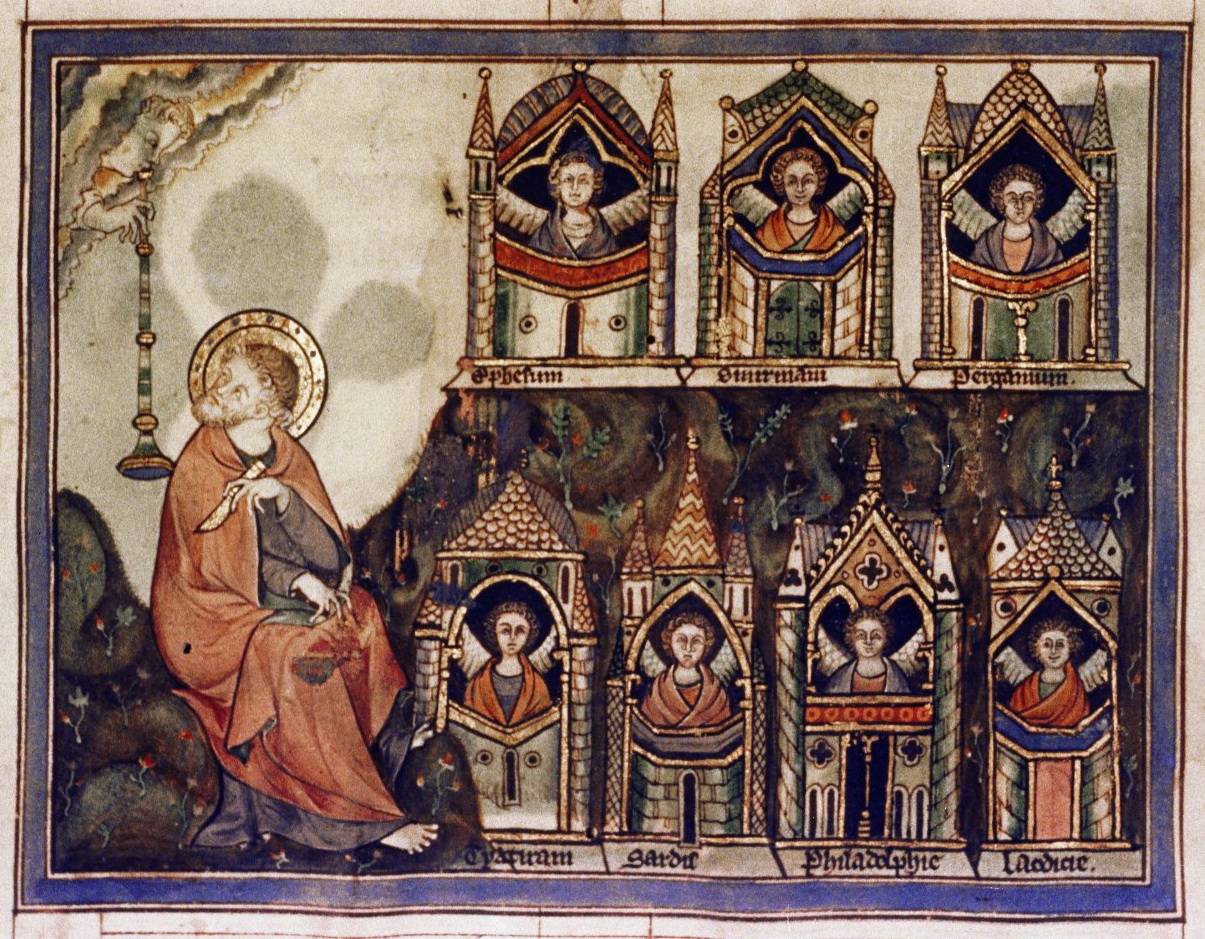
Cele șapte biserici din Asia. Douce Apocalypse

Harta Anatoliei de Vest (fosta provincie Asia) care arată insula Patmos și locația celor șapte biserici menționate în Cartea Apocalipsei.